# Vava (wieś)
Vava (cyr. Вава) – wieś w Serbii, w okręgu pirockim, w gminie Babušnica. W 2011 roku liczyła 222 mieszkańców.